# Мадонна (сервиз)
|  |
|  |

«Мадонна» — неофициальное название разновидности фарфоровых сервизов, массово выпускавшихся в ГДР в 1960–1970-х годах. Они экспортировались главным образом в СССР, где считались предметом роскоши и атрибутом материального благополучия, успешности и статусности. Позднее сервизы «Мадонна» стали символом советской (прежде всего брежневской) эпохи как таковой. Упоминание об этом можно встретить в различных мемуарах данного периода, например, Муслима Магомаева или Игоря Верника. Сервизы могли различаться по назначению (столовые, чайные, кофейные), фабрике производства (Oscar Schlegelmilch, Kahla, Colditz, Stadtilmer и т. д.), цвету и форме. Главным признаком «Мадонны» были деколи с копиями двух картин художницы XVIII века Ангелики Кауфман: «Юпитер и Каллисто» и «Наказание Купидона». Сервизы также часто украшались позолотой и перламутровым покрытием. Название «Мадонна» не отражало содержание картинок, на которых изображались античные мифы, а было следствием бытовых представлений советских граждан о европейском искусстве.

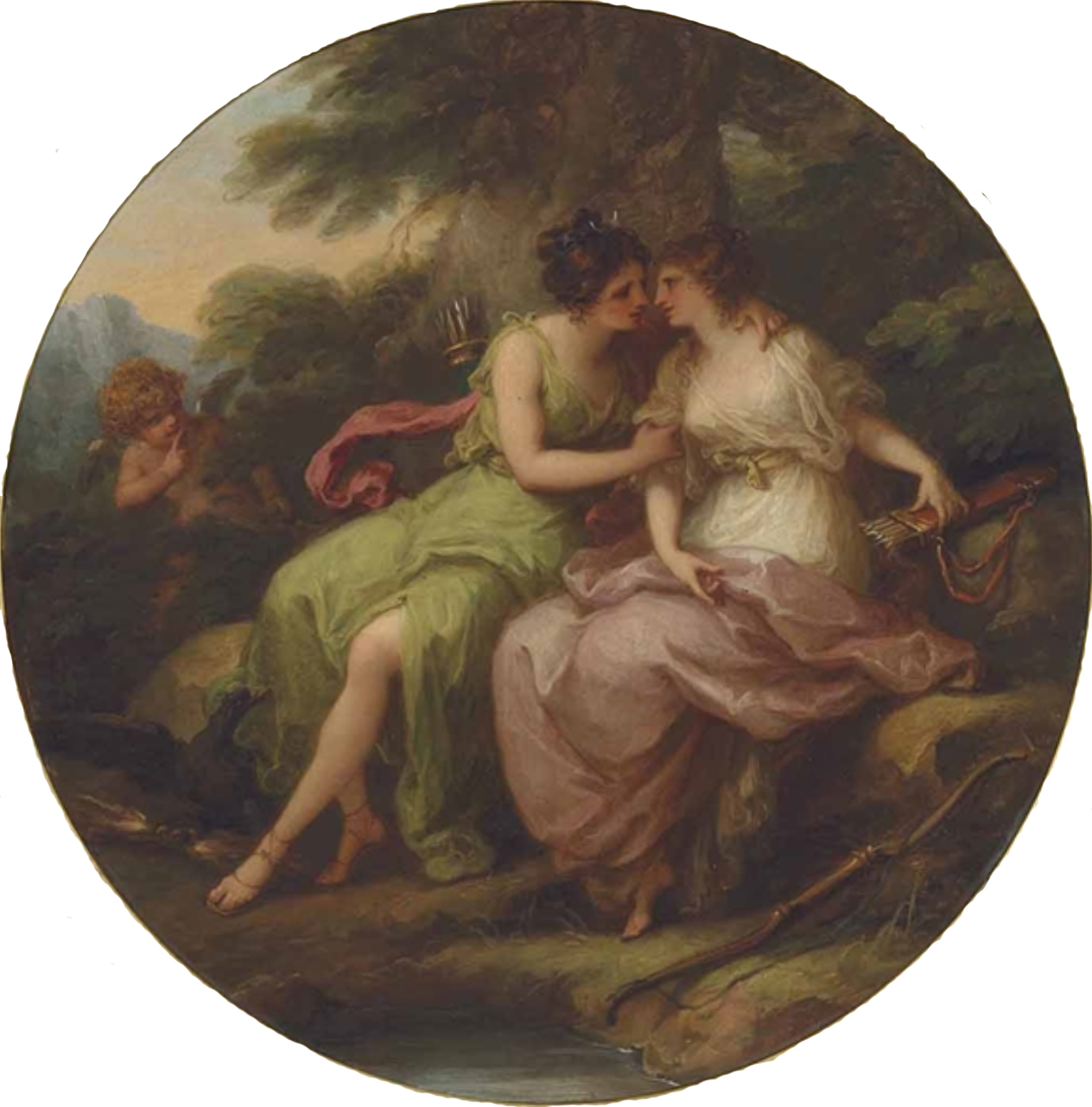
Юпитер и Каллисто. 1760—1770-е гг. Ангелика Кауфман. Частная коллекция
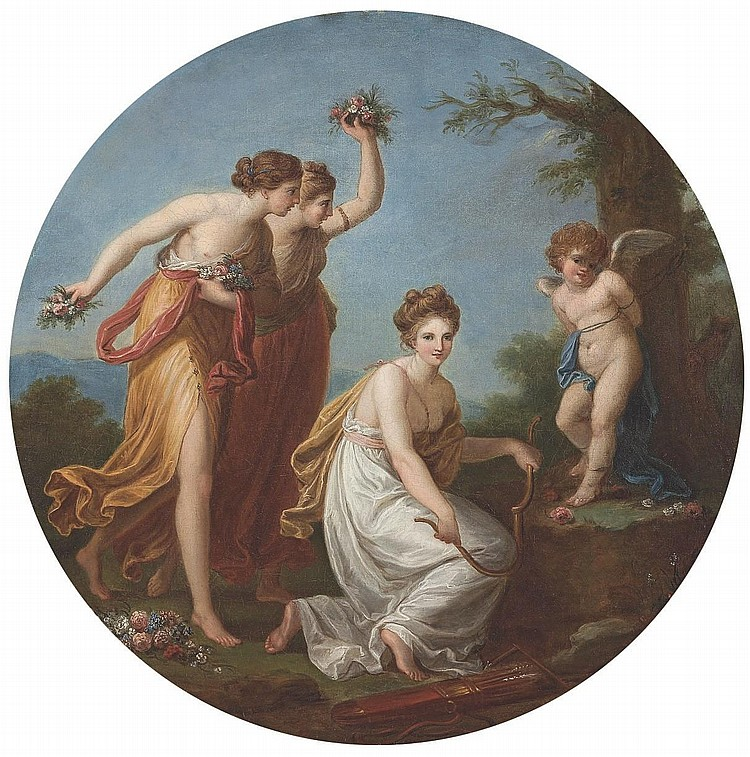
Наказание Купидона. 1770-е гг. Ангелика Кауфман. Частная коллекция
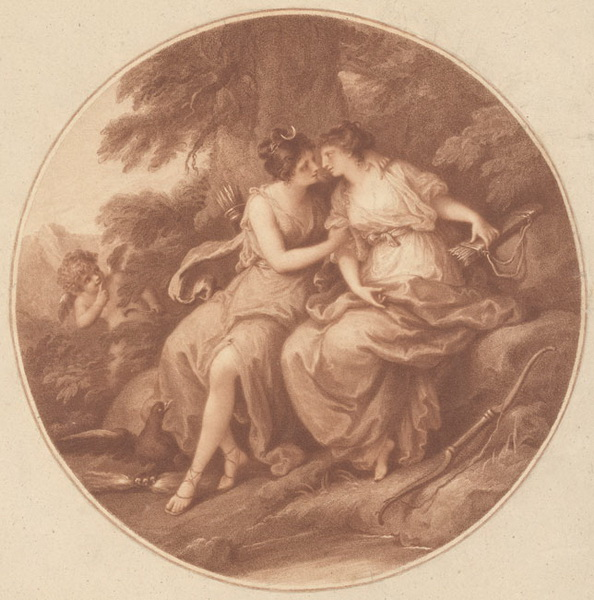
Гравюра «Юпитер и Каллисто». Томас Берк[англ.], 1782 г. Пушкинский музей
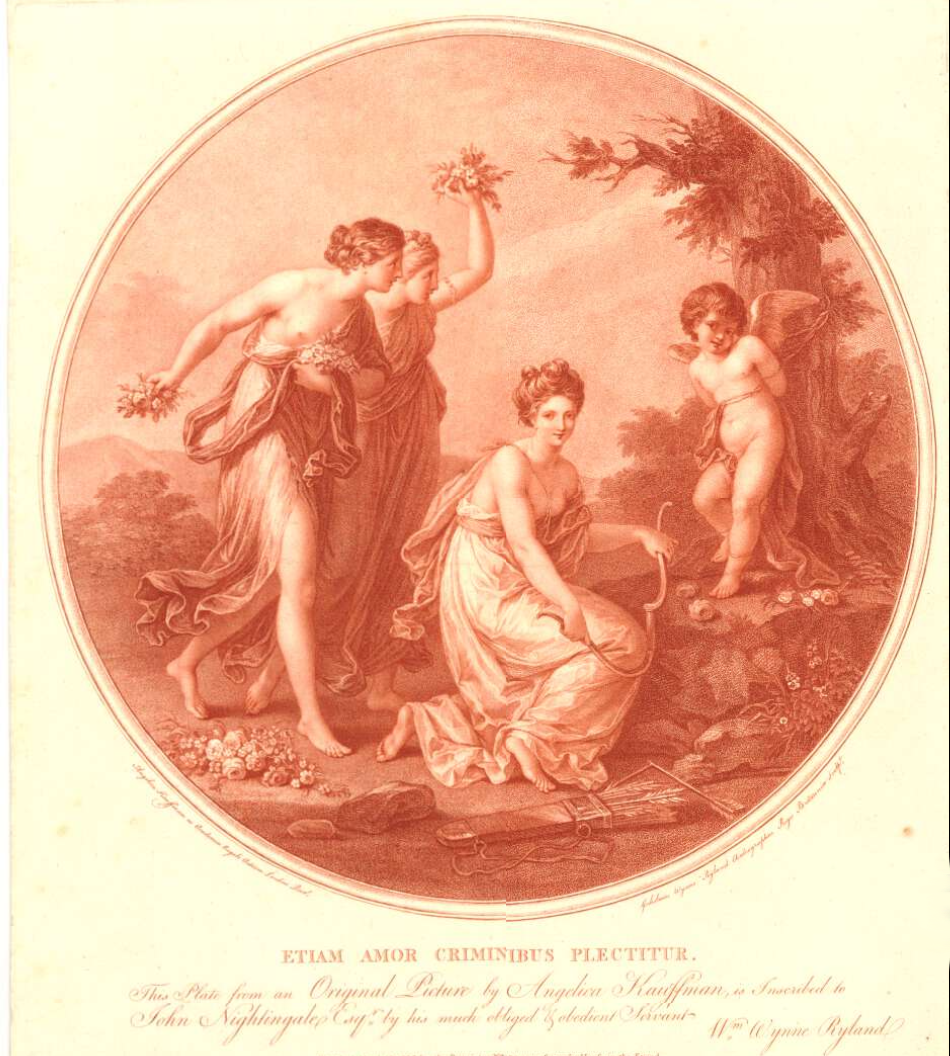
Гравюра «Даже любовь переплетена с преступлениями». Уильям Винн Райланд, 1777 г. Британский музей
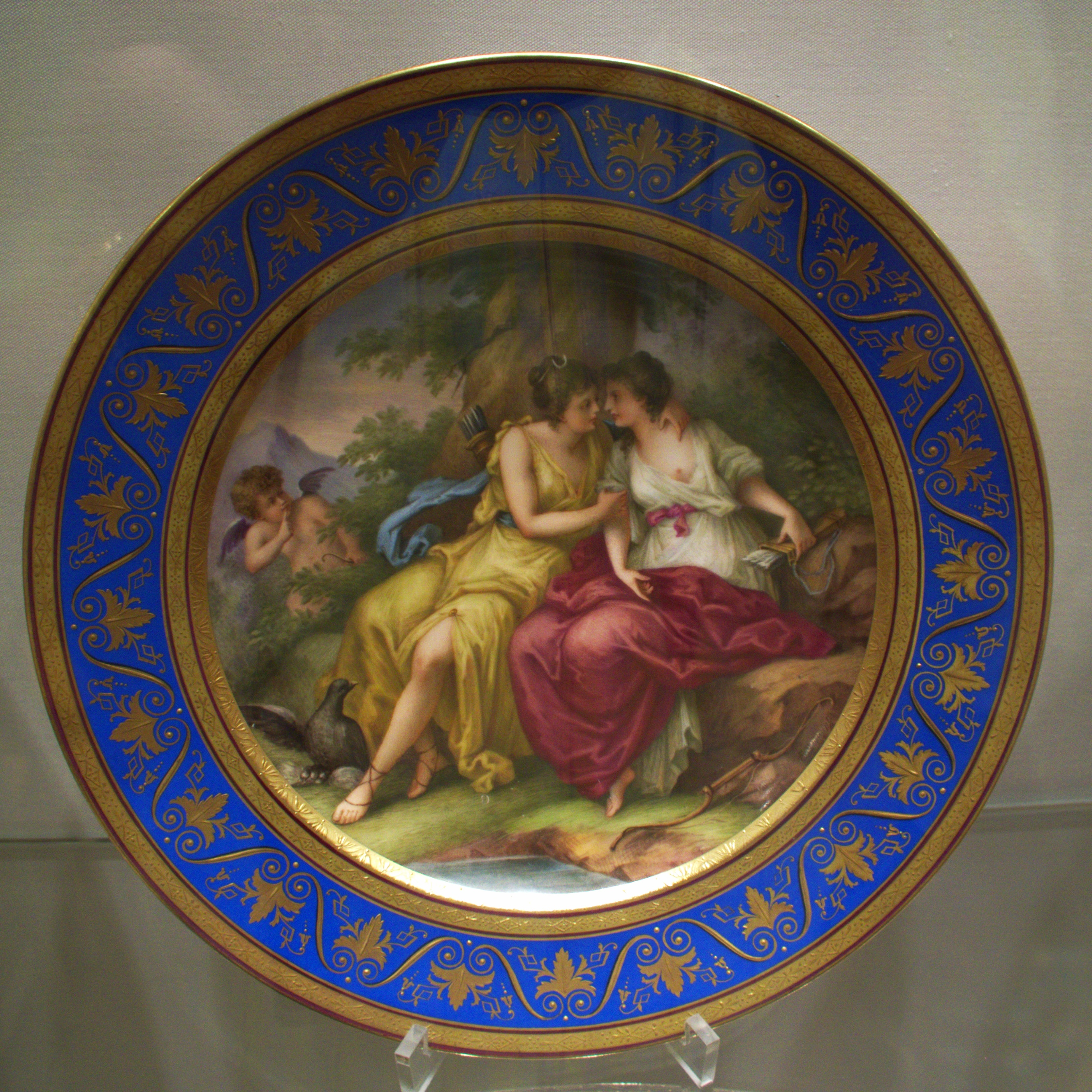
Тарелка с ручной росписью «Юпитер и Каллисто». Королевская Вена, XIX век. Зильберкаммер. Хофбург, Вена

Художница Ангелика Кауфман пользовалась большой популярностью в XVIII веке. При этом она активно распространяла свои произведения через гравюры-копии. В том числе благодаря этому в Европе в XIX веке разразилась настоящая «ангеликомания»: картины художницы начали широко использоваться в декоративно-прикладном искусстве, главным образов в росписи фарфора. В 1920-х годах эту традицию продолжили некоторые фабрики, которые стали производить массовую продукцию, например, Ильменау. После Второй мировой войны немецкие фарфоровые сервизы вывозились как военные трофеи в СССР. Это сформировало в советском обществе своеобразный «культ роскоши». В ответ на такой социальный запрос восстановленная после войны фарфоровая промышленность ГДР начала массовое производство посуды с аналогичным оформлением, которая экспортировалась в СССР в том числе в рамках репараций. Сервизы поступали через систему распределения, на получение их записывались в очереди, а стоили они очень дорого. Часто такая посуда не использовалась в быту, а помещалась как украшение интерьера в серванты или застеклённые шкафы-стенки.
После падения советского режима мода на «Мадонну» прошла, а сам сервиз стал считаться некоторыми критиками предметом китча.